# Gódzsú-rjú karate

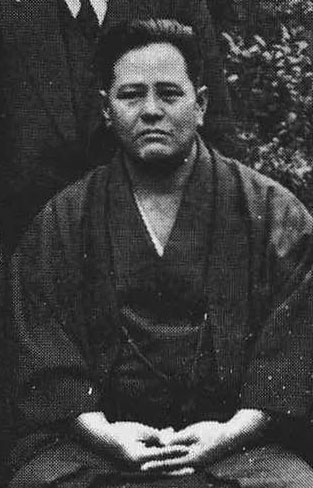
Az alapító Mijagi Csódzsun.

A gódzsú-rjú karate, japán karate stílus, melynek gyökerei Okinava szigetére nyúlnak vissza (jelentős különbségek mutatkoznak a japán fő szigeteken és Okinaván gyakorolt godzsú-rjú között). A sportként gyakorolt ágágnak az 1980-as évektől Magyarországon is alakultak egyesületei illetve több godzsú-rjú világszervezet képviselteti magát Magyarországon (pl. IKGA, IGKS, Kushido, IOGKF).

## A karate rövid története
A karate eredete megfelelő dokumentumok hiányában igen homályos. Azt az elképzelést, hogy a karate Indiából ered, a legtöbb Kelet-kutató elfogadja. Egy buddhista pap, Bodhidharma, különleges szektát alapított, melyet channak (japánul: zen) nevezett el. I. sz. 500 körül érkezett Kínába Wu császár udvarába, ahol örömmel fogadták.
Az északi Hennan tartományba ment egy elszigetelt Shao-lin templomba, hogy zent tanítson a szerzeteseknek. Ezzel egy időben különleges testgyakorlást is oktatott, mert úgy gondolta, hogy a szellem kitisztulásához elengedhetetlen a megfelelően edzett test. Gyakorlatait ma Shi Pa Lo Han Shu (Lo Han 18 keze) néven ismerjük.
Vannak feljegyzések a kínai harcmodorról az i. e. 3. évezredből is, ezért tudjuk, hogy a kínai kungfu már létezett Bodhidharma idejében, de mégis őt tartjuk a Shaolin rendszer legmeghatározóbb alakjának, mert a jóga és a Chan meditációs gyakorlatait ötvözte, és ezen keresztül olyan tökéletes rendszert dolgozott ki, melyet ma is ismerünk. A legtöbb harcművészet a gyökereit Budhidharmáig vezeti vissza.
Az idők folyamán erre a rendszerre a papok ráépítették saját felismeréseiket. Tanulmányozták a vadállatok harci technikáit: a tigrisét, a daruét, a kígyóét, majomét stb., és ezeket is beépítették a rendszerbe. A testen életfontosságú pontokat fedeztek fel, melyeket a gyógyászatban és a küzdőművészetekben is felhasználtak.
Később ez a harci technika tovább terjedt Mongóliába, Koreába, Okinavára. A 15-16. században is megtörtént, hogy betiltották a szigeten a fegyverviselést a lakosság számára. Ennek hatására a templomokhoz tartozó iskolákban zárt körben oktatni kezdték a fegyver nélküli harcot, az Okinawa-te technikát, hogy a lakosság megvédhesse magát a megszállókkal szemben. A japán megszállók gyakran találtak halott katonákat. Ennek okát először nem értették, s ezért ezt a technikát, küzdőmodort ’csendes halál’-nak nevezték. 1901-ben megtört a jég. Több mester is nyilvánosságra hozta az Okinawa-te technikáit, s nyíltan tanítani kezdték.

## Naha-te
Az 1880-as évek végéig csupán az a karate irányzat létezett Okinawán, amit Sakugawa, majd tanítványa Matsumara oktatott. A másik irányzat megalapítása, aminek központja Naha város lett, Higaonna Kanryo (1853-1915) nevéhez fűződik.
Higasionna Kanryo egy teakereskedő szolgálatában állt, aki gyakran volt üzleti úton Kínában, Funcsien tartományban, ahová fiatal alkalmazottait is magával vitte. Egyszer a kereskedőt banditák támadták meg, kifosztották és alaposan megverték. Kanryo nagyon szerette a kereskedőt, ezért felháborodásában elhatározta, hogy megtanulja a küzdelem művészetét.
Amikor a kereskedő egyik kínai üzlettársával, Woo Lu-Chin-nal találkozott, hosszan beszélgettek Kanryo előtt ismeretlen kínai nyelven. A beszélgetés végeztével Kanryo-nak felajánlották, hogy Woo Lu-Chin-nal maradhat, akitől nemcsak a kereskedelem fortélyait, hanem a harci művészeteket is megtanulhatja.
Kanryo 7 évig maradt Kínában, és amikor hazatért, iskolát nyitott. Tanításában az alapok tökéletességet közelítő elsajátítására helyezte a hangsúlyt. Sokat gyakoroltatta a Sanchin alapállást, melyet ő úgy tudott végrehajtani, hogy a bokájára kötött kötéllel senki nem tudta álló helyzetéből elrántani. Hasizmát úgy kifejlesztette, hogy minden ütést sértetlenül viselt el. A nyakára tekert övvel a tanítványok nem tudtak fojtást elérni nála.
Kanryo tanítványai közül a leghíresebb CHOJUN MIYAGI (1888-1953) volt, aki rendszerezte mestere tanításait és kiegészítette a Kínában töltött évei során elsajátított légzésgyakorlatokkal, lelkigyakorlatokkal és más kínai küzdelmi elemekkel.
Az új módszert GOJU-nak nevezte, a kemény (GO ) és a lágy (JU) szavak összevonásából. Iskolája a fizikai erőre, edzettségre, valamint a tudat nyugalmának megőrzésére nagy súlyt helyezett. 
Híres formagyakorlata a SANCHIN, ahol a test izmai maximális feszültségben vannak, amit intenzív, hangos légzésgyakorlatok kísérnek. Miyagi kilégzéseinél oroszlánordításszerű hangokat adott ki. Tudata nyugalmát, amit külső hatások nem ingatnak meg, jeges vízesés alatti meditációval fejlesztette. 
A lágyságot a Tensho elnevezésű formagyakorlat képviseli, ami a körkörösségen, valamint az ellenfél erejének elkerülésén alapszik. Lassú, csavart mozgásokból áll, mintha a test rejtett mélységeinek robbanási pillanatát várná. A Go-ból Ju-ba vagy fordítva az átmenet zökkenőmentes, így megteremti az ellenfél mozgásával az összhangot, és az irányzat mesterei szerint rávezet a ZEN alapvető lényegére.

## Nagymesterek
- Mijagi Csódzsun
- Jamagucsi Gógen